# Чентур
Чентур (словен. Čentur, итал. Centora) је насељео место у општини Копар у покрајини Приморска која припада Обално-Крашкој регији у Републици Словенији. 

## Име
Име Чентур потиче од имена римског логора Центурија, који је у свом саставу имао 100 војника а налазио се на тој локацији.

## Географија
Чентур се састоји из два насеља Великог и Малог Чентура 5 км југоисточно од Копра. Насеља се налазе на падинама изнад долине Башквог потока и локалног пута Бабићи — Ванганел,  на 159 метара надморске висине. Простире се на површини од 0,98 км². Године 2011. у насељу је живело 148 становника.  
Околина Чентура богата је археолошким материјалним ресурсима.
Становници Чентура су активно учествовали у догађањима у 2.светском рату, када је насеље делимично уништено. У селу се налазе два споменика погинулим мештанима.